# Zabrops playalis
Zabrops playalis är en tvåvingeart som beskrevs av Fisher 1977. Zabrops playalis ingår i släktet Zabrops och familjen rovflugor.
Artens utbredningsområde är Kalifornien. Inga underarter finns listade i Catalogue of Life.